# Аппер-Баррелл Тауншип (округ Вестморленд, Пенсільванія)
Аппер-Баррелл Тауншип (англ. Upper Burrell Township) — селище (англ. township) в США, в окрузі Вестморленд штату Пенсільванія. Населення — 2164 особи (2020).

## Демографія
Згідно з переписом 2010 року, у селищі мешкало 2326 осіб у 926 домогосподарствах у складі 679 родин. Було 990 помешкань
Расовий склад населення:
| - 96,0 % — білих - 2,3 % — чорних або афроамериканців - 0,6 % — азіатів - 0,1 % — корінних американців |

До двох чи більше рас належало 0,6 %. Частка іспаномовних становила 0,9 % від усіх жителів.
За віковим діапазоном населення розподілялося таким чином: 19,9 % — особи молодші 18 років, 65,9 % — особи у віці 18—64 років, 14,2 % — особи у віці 65 років та старші. Медіана віку мешканця становила 44,9 року. На 100 осіб жіночої статі у селищі припадало 102,4 чоловіків;  на 100 жінок у віці від 18 років та старших — 103,3 чоловіків також старших 18 років.
Середній дохід на одне домашнє господарство  становив 81 164 долари США (медіана — 65 885), а середній дохід на одну сім'ю — 91 788 доларів (медіана — 79 219). Медіана доходів становила 52 331 долар для чоловіків та 50 909 доларів для жінок. За межею бідності перебувало 4,6 % осіб, у тому числі 6,3 % дітей у віці до 18 років та 2,3 % осіб у віці 65 років та старших.
Цивільне працевлаштоване населення становило 1247 осіб. Основні галузі зайнятості: освіта, охорона здоров'я та соціальна допомога — 29,5 %, виробництво — 16,8 %, науковці, спеціалісти, менеджери — 8,9 %, роздрібна торгівля — 7,5 %.